# Cannaregio
Cannaregio är en stadsdel (sestiere) i norra Venedig. Stadsdelens namn kommer av ordet canna ("vass"), då det tidigare växte stora mängder vass i den gyttjiga lagunen mellan de venetianska öarna.

## Sevärdheter (urval)
- Venedigs getto
- Campo dei Mori
- Ponte delle Guglie
- Ponte dei Tre Archi
- Palazzo Bonfadini Vivante
- Palazzo Labia
- Palazzo Michiel del Brusà
- Palazzo Nani
- Palazzo Savorgnan
- Palazzo Testa
- Isola di San Michele
- Ca' Vendramin Calergi
- Ca' d'Oro

### Kyrkobyggnader
- Madonna dell'Orto
- San Marziale
- Sant'Alvise
- San Bonaventura
- San Canciano
- San Giovanni Grisostomo
- Santa Maria dei Miracoli
- San Felice
- Santa Sofia
- Santi Geremia e Lucia
- Santa Maria di Nazareth
- San Giobbe
- San Girolamo
- Le Cappuccine
- San Marcuola
- Santa Fosca
- La Maddalena
- Santi Apostoli
- Santa Maria Assunta
- Oratorio dei Crociferi

Dekonsekrerade kyrkobyggnader
- Santa Maria della Misericordia
- Volto Santo
- Santa Caterina
- San Leonardo
- Santa Maria delle Penitenti

Rivna kyrkobyggnader
- Corpus Domini
- Santa Lucia
- Santa Maria Nova
- I Servi
- Oratorio dell'Anconetta